# Safa Banouk
Safa Banouk (en arabe : صفاء بنوق), née le 31 janvier 2000 à Agadir, est une footballeuse internationale marocaine évoluant au poste d'attaquante.

## Carrière en club

### Formation au Najah Souss
Safa Banouk se forme au Najah Souss d'Agadir où elle fait toutes ses classes.

### Découverte de la Ligue des champions avec l'AS FAR (2023-)
Après plusieurs saisons passées dans le club gadiri, Safa Banouk s'engage lors de l'intersaison 2023 à l'AS FAR, club marocain le plus titré.
Elle inscrit son premier but sous ses nouvelles couleurs le 21 octobre 2023 face au Raja Aït Iazza à l'occasion de la 3e journée de championnat dans un match où l'AS FAR s'impose largement (8-0).
Elle est sélectionnée par Mohamed Alioua pour disputer durant le mois de novembre la Ligue des champions en Côte d'Ivoire où l'AS FAR termine à la 3e place. Banouk dispute l'ensemble des matchs de cette phase finale, dont trois en tant que titulaire. C'est elle qui inscrit l'unique but du match contre le club équato-guinéen Huracanes en phase de groupe,.
Le 17 décembre 2023 à l'occasion de la 9e journée, elle inscrit un triplé face au Jawharat Najm Larache.
Lors de la 17e journée de championnat le 9 mars 2024, elle inscrit les deux buts de son équipe sur le terrain d'Assa-Zag (victoire, 1-2).
Elle marque son 14e but de la saison en championnat le 31 mars 2024 face au Raja Aïn Harrouda (victoire, 2-0), puis son 15e le 28 avril 2024 face au Phoenix Marrakech (victoire, 5-0).
Le 1er mai 2024 dans le cadre du 3e tour de la Coupe du Trône, elle s'illustre à nouveau, face au FUS de Rabat (victoire, 5-0). Quelques jours plus tard, le 12 mai 2024, elle contribue à la victoire de l'AS FAR (5-0) avec un triplé contre le CSS Témara, portant son total de buts de la saison en championnat à 19. Elle est titularisée par Mohamed Amine Alioua lors de la finale remportée par son équipe le 27 juin 2024 aux dépens de Laâyoune (4-2).

#### Deuxième saison
Safa Banouk prolonge à l'AS FAR et dispute son premier match de la saison le 28 septembre 2024 en étant titularisée face au Raja Aït Iazza pour le compte de la première journée du championnat.

## Carrière internationale

### Maroc -20 ans
Durant le mois de novembre 2020, Safa Banouk est sélectionnée par Lamia Boumehdi pour disputer une double confrontation face au Ghana à Accra. Si la deuxième manche se solde par une lourde défaite marocaine (4-0), la première manche le 26 novembre 2020 a vu le Maroc s'imposer 1-0. Safa Banouk est l'unique buteuse de cette rencontre.

### Équipe du Maroc
Après avoir connu la sélection marocaine des -17 ans et celle des -20 ans, et après avoir été convoquée plusieurs fois en équipe A sans pour autant faire d'apparitions comme en 2019 lors des qualifications aux JO 2020 ou en étant appelée en août 2022 par Reynald Pedros pour un rassemblement, Safa Banouk honore sa première sélection en équipe du Maroc sous la houlette de Jorge Vilda en étant titularisée le 1er décembre 2023 contre l'Ouganda en match amical.
Les Marocaines sont opposées aux Zambiennes lors du 4e et dernier tour des qualifications aux Jeux olympiques 2024. Si elle est parvenue à s'imposer en Zambie lors du match aller le 5 avril 2024 sur le score de 2 buts à 1, la sélection marocaine ne parvient pas à se qualifier pour la phase finale des Jeux à la suite de sa défaite 2 à 0 au match retour à Rabat le 9 avril 2024 après prolongations. Bien que convoquée et sur la feuille du match retour, elle ne fait pas d'apparitions lors de cette double confrontation.

#### Coupe d'Afrique 2024
Safa Banouk est sélectionnée par Jorge Vilda pour une double confrontation amicale face à la RD Congo les 30 mai et 3 juin à 2024 Berkane. Le Maroc remporte les deux rencontres. La première sur le score de 2 buts à 1 et la deuxième, 3 buts à 2. Banouk entre en jeu lors de la deuxième manche, en fin de partie à la place d'Imane Saoud.

### Équipe du Maroc B
Durant le mois d'avril 2025, elle est convoquée par Miguel Angel Sopuerta pour disputer un match amical contre l'équipe de Tunisie.

## Statistiques

### En sélection
Le tableau suivant liste les rencontres de l'équipe du Maroc auxquelles a pris part Safa Banouk depuis le 5 décembre 2023 :
| # | Date              | Stade                       | Adversaire | Résultat | Minutes | Compétition  | Buts | Passes | Club   |
| - | ----------------- | --------------------------- | ---------- | -------- | ------- | ------------ | ---- | ------ | ------ |
| 1 | 1er décembre 2023 | Stade Père-Jégo, Casablanca | Ouganda    | 1 – 1    | 55      | Match amical | 0    | 0      | AS FAR |
| 2 | 3 juin 2024       | Stade municipal de Berkane  | RD Congo   | 3 – 2    | 5       | Match amical | 0    | 0      | AS FAR |

| Résultat : - G = Match gagné - N = Match nul - P = Match perdu |

## Palmarès
Association sportive des FAR (5 titres)
- Championnat du Maroc (2)
  - Championne : 2023-24 et 2024-25
- Coupe du Trône (3)
  - Vainqueure : 2021-22, 2022-23 et 2023-24
- Ligue des champions féminine de la CAF :
  -  Finaliste : 2024
  -  3e place : 2023